# 小野寺駅
小野寺駅（おのでらえき）は、栃木県下都賀郡岩舟町新里（現・栃木市）にあった日本国有鉄道両毛線の駅（廃駅）である。

## 歴史
- 1952年（昭和27年）4月5日：開業[2]。
- 1966年（昭和41年）12月20日：休止[1]。
- 1968年（昭和43年）7月19日：複線化。（佐野 - 岩舟間）
- 1987年（昭和62年）4月1日：廃止[1]。

## 駅構造
単式ホーム1面1線の地上駅。

## 駅周辺
- 新里郵便局
- 龍鏡寺
- 三毳山（みかもやま）
- 三鴨神社
- 諏訪神社

## 隣の駅
日本国有鉄道
両毛線
犬伏駅 - 小野寺駅 - 岩舟駅